# Symbolstein von Glamis Manse

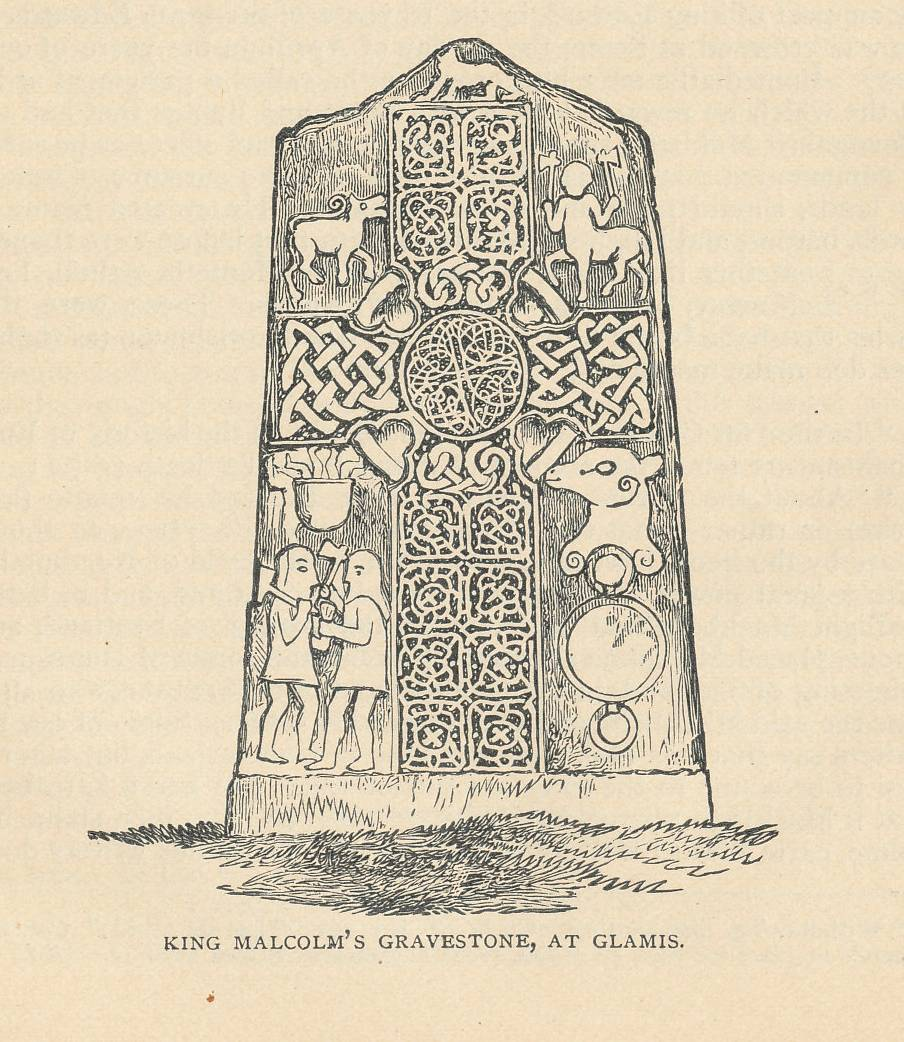
King Malcolms Gravestone

Der Symbolstein von Glamis Manse (oder Cross-Slab) wird auch als „King Malcolms Gravestone“ oder Glamis 2 bezeichnet. Es ist einerseits ein Piktischer Symbolstein und andererseits eine Kreuzplatte, die im Vorgarten des ehemaligen Pfarrhauses von Glamis steht. Glamis ist eine Ortschaft in der schottischen Council Area Angus beziehungsweise der traditionellen Grafschaft Forfarshire. Sie liegt etwa 35 km nordöstlich von Perth und 17 km nördlich von Dundee in Schottland.
Der Stein ist als Scheduled Monument geschützt.

## Beschreibung
Der vermutlich versetzte Stein ist 2,8 m hoch, 1,5 m breit und 24 cm dick und soll der Ermordung des schottischen Königs Malcolm II. in Glamis im Jahre 1034 gedenken.
Der Glamis Manse Stein ist zu verschiedenen Zeiten mit Dekor versehen worden. Die hintere oder östliche Seite gilt als piktischer „Class I“ Stein nach John Romilly Allen (1847–1907) und Joseph Anderson (1832–1916) mit Schnitzereien, die vermutlich in der frühen Piktenzeit entstanden. Einige Jahrhunderte später brachte jemand auf die Rückseite das Relief eines Kreuzes auf. Die Westseite ist typisch für eine „Class II“ Kreuzplatte. Nur wenige Symbolsteine sind auf diese Weise wiederverwendet worden. Der Hunters Hill Symbolstein steht etwa 800 m entfernt.
Die Westseite trägt ein Kreuz, das sich über seine volle Höhe und Breite erstreckt und durch verschiedene Knotenmuster auf den Kreuzarmen gestaltet ist. Die Quadranten um das Kreuz sind beeindruckend. Oben links ist ein vierbeiniges, langschwänziges Tier dargestellt, während oben rechts ein Zentaur in jeder Hand eine Axt hält. Der untere rechte Quadrant trägt das Bild eines geweihlosen Hirschkopfes oberhalb dreier Ringe. Der untere linke Quadrant zeigt zwei offenbar mit Äxten kämpfende Krieger. Über ihnen ist ein Kessel dargestellt aus dem zwei menschliche Beine ragen.
Die Rückseite des Steins zeigt drei klar geschnitzte Symbole, die in die unebene Oberfläche des natürlichen Felsen eingebracht wurden. Zuoberst ist eine Schlange, identisch mit einer Darstellung auf dem nahe gelegenen Hunters Hill Stein eingeritzt. Darunter ein springender Lachs. Das unterste Symbol ist ein Spiegel, manchmal als Indikator für ein Frauengrab angesehen.
Zwei Fragmente von Symbolsteinen wurden im Steingarten des Pfarrhauses in den Jahren 1967 und 1984 entdeckt.